# Samuel Doe
Stožerni narednik Samuel Kanyon Doe (Tuzon, 6. svibnja 1951. – 9. rujna 1990.), bivši afrički vođa, liberijski državnik i političar. Obnašatelj dužnosti 21. predsjednika Liberije.
Potječe iz plemena Krahn, koje čini većinu domorodačkog stanovništva Liberije. Od njene nezavisnosti, Liberijom je vladala američko-liberijska elita, a domorodačko stanovništvo je bilo u podređenom položaju.
Razočaran i ogorčen zbog te činjenice, Doe je 12. travnja 1980. izveo vojni udar i popeo se na vlast. Kao i mnogi njegovi suvremenici, iako je izabran za predsjednika, vladao je kao diktator. Njegov narod bio je privilegiran, a svi protivnici, proganjani, mučeni i ubijani. Čitavo desetljeće Liberijom je vladao nacionalistički režim. Osim Doea, koji je bio predsjednik, vladalo je novostvoreno Vijeće narodnog iskupljenja. Imalo je 17 članova, a na čelu je bio sam diktator. Održavao je dobre odnose sa SAD-om ,posebice dok je predsjednik bio Ronald Reagan.
Iako je 1984. donesen novi Ustav, a on iduće godine pobijedio na izborima, stanje se nije bitno promijenilo. Postavši civilni predsjednik, nije promijenio svoju politiku. Konačno, lokalnim vojskovođama je prekipjelo. Na Badnjak 1989., iz Obale Bjelokosti dolazi Charles G. Taylor, te Liberija tone u građanski rat.
Samuel K. Doe uhićen je, mučen i na kraju ubijen. Cijeli događaj je snimljen, a prikazan je i Prince Johnson kako pije Budweiser dok Doeu režu uho.